# Claus Vollers
Claus Vollers (* 22. Juni 1935 in Neustrelitz; † 31. Mai 2011 in Stuttgart-Vaihingen) war ein deutscher Diplomat, der unter anderem Botschafter in Laos, Vietnam, Albanien und Südkorea war.

## Leben
Nach dem Abitur 1954 begann Vollers ein Studium der Rechts- und Wirtschaftswissenschaften an der Albert-Ludwigs-Universität Freiburg, das er 1959 mit dem Staatsexamen abschloss. Danach besuchte er zwischen 1960 und 1961 Kurse an der Paul H. Nitze School of Advanced International Studies der Johns Hopkins University in Bologna.
Im Anschluss trat er in den Auswärtigen Dienst ein und fand nach Abschluss der Laufbahnprüfung für den höheren Dienst Verwendung in der Zentrale des Auswärtigen Amtes in Bonn sowie bei verschiedenen Auslandsvertretungen.
Während seines Vorbereitungsdienstes wurde er am 23. November 1965 an der Universität Freiburg zum Dr. jur. promoviert. Seiner Dissertation trug den Titel Die Haftung des master für den servant außerhalb gewerblicher Betriebe in den USA.
Zwischen 1967 und 1970 war er Referent bei der Ständigen Vertretung bei der NATO in Paris sowie daraufhin in Brüssel. Im Anschluss folgte eine Verwendung als Ständiger Vertreter des Generalkonsuls in Karatschi, ehe er von 1972 bis 1975 Referent im NATO-Referat des Auswärtigen Amtes war. 1975 wurde er erster Botschafter der Bundesrepublik Deutschland in Laos und bekleidete dieses Amt bis zu seiner Ablösung durch Günter Wasserberg 1977. Nach einer darauf folgenden Verwendung bei der Ständigen Vertretung bei den Vereinten Nationen in New York City wurde er 1981 Nachfolger von Reinhard Holubek als Botschafter in Vietnam und verblieb dort bis zur Ablösung durch Geert-Hinrich Ahrens 1984.
Nach einer Verwendung von 1984 bis 1991 im Auswärtigen Amt als Fachmann für Abrüstungsfragen im Referat für die Vereinten Nationen folgte er 1991 Friedrich Kroneck als Botschafter in Albanien. 1995 wurde er von Hannspeter Disdorn abgelöst.
Zuletzt erhielt er im Anschluss 1995 als Nachfolger von Jürgen Kleiner seine Akkreditierung als Botschafter in Südkorea. In dieser Zeit musste er sich unter anderem auch mit den angespannten Beziehungen zwischen Südkorea und Nordkorea sowie der Rolle der Bundesrepublik Deutschland als Mitgliedstaat der Europäischen Union befassen. Diesen Posten behielt er bis zu seiner altersbedingten Versetzung in den Ruhestand im Jahr 2000. Anschließend folgte ihm Hubertus von Morr, der zuvor im Range eines Botschafters Krisenbeauftragter des Auswärtigen Amtes war.
Nach seinem Eintritt in den Ruhestand wurde Vollers im Oktober 2001 als Nachfolger von Hansjörg Eiff für einige Zeit Politischer Repräsentant der NATO in Mazedonien.
Außerdem engagierte er sich unter anderem in der Deutsch-Koreanischen Gesellschaft. Dort war er bis zum 8. Juni 2006 Mitglied des Vorstandes.

## Ehrungen
- 1977: Verdienstkreuz am Bande der Bundesrepublik Deutschland